# New Beginnings (伊藤千晃のアルバム)
『New Beginnings』（ニュー・ビギニングズ）は、伊藤千晃が2018年12月5日にAVEX MUSIC CREATIVE INC.からリリースしたミニ・アルバム。

## 概要
すでに配信リリースされていた楽曲2曲を含む全5曲を収録したミニ・アルバム。初回限定盤DVD付、通常盤、FC・イベント限定盤の3形態で発売。FC盤は初回生産限定盤で、カレンダー、「世界にひとつのチェキ風写真」が特典として付属。DVDには「New Beginning (Music Video)」「Eternal Story (Music Video)」収録。

## 収録曲
| 全編曲: KEN (2 SOUL)。 |                    |                      |                                        |       |
| #                      | タイトル           | 作詞                 | 作曲                                   | 時間  |
| 1.                     | 「New Beginning」  | 伊藤千晃、Earsy      | KEN (2 SOUL)、June (Korea)、Philip Woo | 4:33  |
| 2.                     | 「happiness」      | 伊藤千晃、井上紗矢香 | KEN (2 SOUL)、June (Korea)             | 4:14  |
| 3.                     | 「Eternal Story」  | 伊藤千晃、Earsy      | KEN (2 SOUL)、June (Korea)             | 5:19  |
| 4.                     | 「LOVE or LIPS」   | 伊藤千晃、Earsy      | KEN (2 SOUL)、June (Korea)             | 4:23  |
| 5.                     | 「A Song For You」 | 伊藤千晃、Earsy      | KEN (2 SOUL)、June (Korea)             | 4:14  |
| 合計時間:              | 合計時間:          | 合計時間:            | 合計時間:                              | 22:43 |